# Bruce Lee - Il volto della vendetta
Bruce Lee - Il volto della vendetta è un film di arti marziali del 1980, diretto da Joseph Velasco, facente parte del filone della Bruceploitation.

## Trama
Subito dopo la morte di Bruce Lee ad Hong Kong, il colonnello Colin (Andy Hannah) dello Special Branch of Investigations (SBI) chiede al professor Lucas (Jon T. Benn), un brillante scienziato, di recuperare dei campioni di tessuto cerebrale dell'attore deceduto. I campioni vengono usati da Lucas per creare tre cloni perfetti di Lee: Bruce Lee 1 (Dragon Lee), Bruce Lee 2 (Bruce Le) e Bruce Lee 3 (Bruce Lai), che vengono allenati nelle arti marziali da Bolo Yeung e Chiang Tao. La missione dei cloni è di combattere il crimine nel sud-est asiatico.
Bruce Lee 1 va sotto copertura come attore per fermare un produttore cinematografico corrotto e contrabbandiere d'oro che pianifica di farlo morire durante le riprese del film in cui recita. Nel frattempo, gli altri cloni vanno in Tailandia, dove incontrano Chuck (Bruce Thai), un agente dello SBI (che non è un clone di Bruce Lee, ma gli somiglia). La missione che gli viene assegnata è quella di uccidere il dr. Ngai, uno scienziato pazzo che pianifica di conquistare il mondo con il suo esercito di automi di bronzo: uomini la cui pelle è diventata di metallo quando gli è stata iniettata la formula speciale di Ngai.
I cloni completano le proprie missioni con successo e tornano ad Hong Kong, ma il professor Lucas, scontento perché non abbastanza accreditato dall'SBI per la creazione dei cloni, li mette l'uno contro l'altro. Le assistenti del professore fermano il combattimento, ma Lucas scatena un piccolo esercito di uomini contro i cloni. Bruce Lee 3 viene ucciso, ma così anche tutti i tirapiedi del professore, inclusi i due istruttori di arti marziali dei cloni, entrambi sconfitti da Bruce Lee 1. Bruce Lee 2 sconfigge la guardia del corpo del professore, che viene arrestato.

## Produzione
Il film riunisce Dragon Lee, Bruce Le, Bruce Lai e Bruce Thai, imitatori di Bruce Lee saliti alla ribalta dopo la morte di Bruce Lee, avvenuta nel 1973.
Sono presenti nel cast anche Jon T. Benn (interprete del boss americano in L'urlo di Chen terrorizza anche l'occidente) nel ruolo del professor Lucas e Bolo Yeung (interprete del muscoloso Bolo ne I 3 dell'Operazione Drago) nel ruolo dell'istruttore di arti marziali, insieme ad altre stelle del cinema di Hong Kong.